# マリウス・ジャリウーカス
マリウス・ジャリウーカス（リトアニア語: Marius Žaliūkas, 1983年11月10日 - 2020年10月31日）は、リトアニアの元サッカー選手、元サッカーリトアニア代表。ポジションはセンターバック、守備的ミッドフィールダー。リトアニア・ソビエト社会主義共和国のクルシェナイ出身。
リトアニアのFBKカウナス、インカラス・カウナス、FKシルテー、ジャルギリス、スコットランドのハート・オブ・ミドロシアン、レンジャーズ、イングランドのリーズ・ユナイテッドに所属した。
ハート・オブ・ミドロシアンではキャプテンを務め、2012年にスコティッシュカップのタイトルを獲得した。ジャリウーカスの死後、当時の背番号「26」は2021-22シーズンに欠番となった。

## 来歴
1983年11月10日にリトアニア・ソビエト社会主義共和国のクルシェナイで誕生した。
カウナスでサッカー選手としてのキャリアを開始し、リトアニアではインカラス・カウナス、FBKカウナス、FKシルテーに所属した。FBKカウナスではAリーガとLFFタウレーのタイトルを獲得した。

### ハート・オブ・ミドロシアン
2006年8月にFBKカウナスからスコティッシュ・プレミアリーグのハート・オブ・ミドロシアン（ハーツ）に期限付き移籍で加入した。同年8月26日に行われたプレミアリーグのインヴァネスCT戦でデビューを飾り、チームも4-1で勝利した。
2008-09シーズンにプレミアリーグで3位の成績を残したチームで大きな役割を果たした。2009年5月に2010年12月まで契約を延長する新しい契約に署名し、期限付き移籍は18か月間延長された。
2009年8月に副キャプテンに任命され、2010年8月にはキャプテンに任命された。
2006年以降はFBKカウナスからハーツに期限付き移籍していたが、FBKカウナスとの契約が終了後に2010年11月から2013年夏までの契約に署名した。2010年11月に新しい契約に署名する前には、ハーツのオーナーであるウラジーミル・ロマノフとの契約交渉が決裂したため、チームから除外されていたが、一方でジム・ジェフリーズ監督によって夏にキャプテンに任命されていた。
ハーツは2010-11シーズンにもプレミアリーグで3位の成績を残した。2011年に発表された「PFA Scotland Team of the Year 2011」のメンバーに選出された。
2012年にキャプテンとして臨んだスコティッシュカップ決勝でハイバーニアンに5-1で勝利して優勝した。スコットランドサッカーの最古の大会であるスコティッシュカップの決勝戦でエディンバラのライバルであるハーツとハイバーニアンが対戦するのは116年ぶりの出来事であった。
2013年夏に退団した。ハーツでは2020年10月時点で海外の選手として最多となる222試合に出場して15得点を記録した。

### リーズ・ユナイテッド
ハーツを退団後、レンジャーズのトライアルに参加し、オファーを受けたが、他の選択肢を考えてオファーを拒否した。次にクイーンズ・パーク・レンジャーズのトライアルに参加し、ハリー・レドナップ監督に評価されたが、負傷していたセンターバックのネダム・オヌオハの回復が順調であったこともあり、レドナップはマリウスとの契約を急がなかった。そのため、リーズ・ユナイテッドのトライアルに参加し、2013年10月にリーズ・ユナイテッドとの契約に署名した。契約期間は2013-14シーズン終了まで。
2013年11月2日に行われたヨーヴィル・タウン戦でデビューを飾った。
2013年12月に新しい契約に署名し、契約期間は2014-15シーズン終了まで延長された。
2014年7月に両者合意により契約は解除された。

### レンジャーズ
リーズ・ユナイテッドを退団後は2013年9月以来となるレンジャーズのトライアルに参加し、2014年7月11日にレンジャーズとの2年契約に署名したことが発表された。
2014年8月5日に行われたスコティッシュ・チャレンジカップのハイバーニアン戦でデビューした。
しかし、2015年6月に就任したマーク・ウォーバートン新監督の下で構想外になり、同年8月に両者合意により契約は解除された。レンジャーズでの最後の試合はプレシーズンに行われたバーンリーFCとの親善試合であった。レンジャーズでは28試合2得点を記録した。

### ジャルギリス
2015年8月以降は無所属であったが、2016年2月にジャルギリスに加入した。背番号は26。ジャルギリスではAリーガ、2回のLFFタウレー、LFFスペルタウレーのタイトルを獲得した。しかし、契約は延長されず、2016年でジャルギリスを退団した。
ジャルギリスでサッカー選手としてのキャリアを終えることになった。

## 代表
2006年から2016までの間はサッカーリトアニア代表に選出された。代表では29試合（25試合）に出場して、1得点を記録した。2012年9月7日、2014 FIFAワールドカップ・ヨーロッパ予選グループGの開幕戦となったスロバキア代表戦で代表初得点を記録した。代表17試合目での初得点となった。

## 死去
2020年10月31日にリトアニアサッカー連盟は、マリウス・ジャリウーカスが36歳で死去したことを発表した。死因は運動ニューロン病（筋萎縮性側索硬化症）とされ、闘病生活を送っていたと報道された。
ハート・オブ・ミドロシアンはジャリウーカスに敬意を表して、キャプテンを務めていた2012年にスコティッシュカップで優勝した時に着用していた背番号「26」を2021-22シーズンに欠番とすることを決定した。